# Орландо (фільм)
«Орландо» (англ. Orlando) — міжнародно-спродюсований кінофільм 1992 року, поставлений режисеркою Саллі Поттер за романом Вірджинії Вулф «Орландо: біографія» (1928). Світова прем'єра відбулася на 49-му Венеційському кінофестивалі, де фільм входив до основної конкурсної програми.
У березні 2016 року фільм увійшов до рейтингу 30-ти найвидатніших ЛГБТ-фільмів усіх часів, складеному Британським кіноінститутом (BFI) за результатами опитування понад 100 кіноекспертів, проведеного до 30-річного ювілею Лондонського ЛГБТ-кінофестивалю BFI Flare.

## Сюжет
Фільм розділено на сім смислових частин — Смерть, Кохання, Поезія, Політика, Суспільство, Секс і Народження — і охоплює період у 350 років. Першу половину цього терміну Орландо проживає чоловіком, а другу — жінкою.
Перша частина і історія Орландо (Тільда Свінтон) починаються в епоху королеви Єлизавети I (Квентін Крісп), яка прихильно ставиться до гарненького шістнадцятирічного юнака і робить його своїм фаворитом. На смертному ложі вона дарує йому значні статки, а натомість просить не в'янути і залишатися вічно молодим. Друга частина описує історію першого сильного почуття Орландо — любові до доньки російського посла Саші, з якою він познайомився, катаючись на ковзанах по скутій льодом Темзі під час Великих морозів 1607 року. Але Саша зраджує почуттям Орландо, і, розчарувавшись в жінках, він їде у свій маєток, де засинає безпробудним сном на цілий тиждень. Прокинувшись, Орландо знаходить нове захоплення — поезію, — і виписує з Лондона відомого поета, щоб розмовляти з ним про мистецтво, проте той теж не виправдовує його очікувань.
Розставшись з черговими ілюзіями, Орландо вирушає з посольством до Константинополя — так починається четверта частина фільму. Він робить політичну кар'єру, але, одного разу заснувши, прокидається істотою іншої статі. Тепер жінка, Орландо повертається до Англії, де за час її відсутності прийшла епоха Просвітництва. Вона входить у вищий світ, відвідує салони, але пересичується і цим заняттям. Покінчивши зі світом, Орландо знайомиться з Мармадьюком Шелмердіном (Біллі Зейн), закохується в нього і відкриває для себе секс. Вже на початку XX століття Орландо стає матір'ю і письменницею — і це стає фіналом стрічки.

## У ролях
| Тільда Свінтон    | ···· | Орландо               |
| Квентін Крісп     | ···· | Єлизавета I           |
| Біллі Зейн        | ···· | Мармадьюк Шелмердін   |
| Шарлотта Валандре | ···· | принцеса Саша         |
| Джон Вуд          | ···· | ерцгерцог Гаррі       |
| Дадлі Саттон      | ···· | Яків I                |
| Том Гоффман       | ···· | Вільгельм III         |
| Тобі Стівенс      | ···· | Отелло                |
| Олег Погудін      | ···· | Дездемона             |
| Віктор Степанов   | ···· | російський посол      |
| Джиммі Самервілл  | ···· | ангел, співак у човні |
| Джон Ботт         | ···· | батько Орландо        |
| Елейн Бенем       | ···· | матір Орландо         |

## Визнання
| Нагороди та номінації фільму «Орландо» | Нагороди та номінації фільму «Орландо»            | Нагороди та номінації фільму «Орландо»                        | Нагороди та номінації фільму «Орландо»                   | Нагороди та номінації фільму «Орландо» | Нагороди та номінації фільму «Орландо» |
| Рік                                    | Кінофестиваль/кінопремія                          | Категорія/нагорода                                            | Номінант                                                 | Результат                              |                                        |
| -------------------------------------- | ------------------------------------------------- | ------------------------------------------------------------- | -------------------------------------------------------- | -------------------------------------- | -------------------------------------- |
| 1992                                   | Венеційський кінофестиваль                        | Золотий лев                                                   | Орландо                                                  | Номінація                              |                                        |
| 1992                                   | Венеційський кінофестиваль                        | Приз Міжнародної Католицької організації в царині кіно (OCIC) | Саллі Портер                                             | Перемога                               |                                        |
| 1992                                   | Венеційський кінофестиваль                        | Приз Золотий Ciak за найкращий фільм                          | Саллі Портер                                             | Перемога                               |                                        |
| 1992                                   | Венеційський кінофестиваль                        | Приз Ельвіри Нотарі                                           | Саллі Портер                                             | Перемога                               |                                        |
| 1992                                   | Кінофестиваль в Салоніках                         | Гран-прі Золотий Олександр                                    | Орландо                                                  | Перемога                               |                                        |
| 1992                                   | Кінофестиваль в Салоніках                         | Приз за найкращу жіночу роль                                  | Тільда Свінтон                                           | Перемога                               |                                        |
| 1992                                   | Кінофестиваль в Салоніках                         | Приз ФІПРЕССІ                                                 | Орландо                                                  | Перемога                               |                                        |
| 1992                                   | Кінофестиваль в Салоніках                         | Спеціальні художні досягнення                                 | Саллі Поттер                                             | Перемога                               |                                        |
| 1993                                   | Каталонський кінофестиваль в Сіджасі              | Найкращий фільм                                               | Орландо                                                  | Перемога                               |                                        |
| 1993                                   | Міжнародний кінофестиваль в Сіеттлі               | Приз Золота космічна голка найкращій акторці                  | Тільда Свінтон                                           | Перемога                               |                                        |
| 1993                                   | Міжнародний приз Флайяно                          | Золотий пегас найкращі іноземній акторці                      | Тільда Свінтон                                           | Перемога                               |                                        |
| 1993                                   | Італійський національний синдикат кіножурналістів | Срібна стрічка за найкращий жіночий дубляж                    | Карла Кассола (за голос Тільди Свінтон)                  | Перемога                               |                                        |
| 1993                                   | Італійський національний синдикат кіножурналістів | Європейська Срібна стрічка                                    | Орландо                                                  | Номінація                              |                                        |
| 1993                                   | Премія Давид ді Донателло                         | Найкраща іноземна акторка                                     | Тільда Свінтон (разом з Еммануель Беар та Еммою Томпсон) | Перемога                               |                                        |
| 1993                                   | Премія Європейської кіноакадемії                  | Європейський фільм — відкриття року                           | Орландо                                                  | Перемога                               |                                        |
| 1993                                   | Премія Європейської кіноакадемії                  | Європейська акторка року                                      | Тільда Свінтон                                           | Номінація                              |                                        |
| 1994                                   | Премія «Оскар»                                    | Найкращі декорації                                            | Бен ван Ос, Ян Рулфс                                     | Номінація                              |                                        |
| 1994                                   | Премія «Оскар»                                    | Найкращі костюми                                              | Сенді Павелл                                             | Номінація                              |                                        |
| 1994                                   | Премія BAFTA                                      | Найкраща робота візажиста                                     | Мораг Росс                                               | Перемога                               |                                        |
| 1994                                   | Премія BAFTA                                      | Найкращий дизайн костюмів                                     | Сенді Павелл                                             | Номінація                              |                                        |
| 1994                                   | Премія «Незалежний дух»                           | Найкращий іноземний фільм                                     | Орландо                                                  | Номінація                              |                                        |